# 1901 en photographie
| Années de la photographie : 1898 - 1899 - 1900 - 1901 - 1902 - 1903 - 1904    |
| Décennies de la photographie : 1870 - 1880 - 1890 - 1900 - 1910 - 1920 - 1930 |

Cet article présente les faits marquants de l'année 1901 en photographie.

## Événements
- Christian Franzen ouvre un studio professionnel de photographie au 11 de la rue Príncipe à Madrid[1].
- Guillermo Kahlo, qui a émigré au Mexique en 1891, ouvre un studio photographique à Mexico et travaille pour les journaux El Mundo Ilustrado et Semanario Ilustrado.
- Laure Buscy, épouse Evrard, dite Madame Georges Evrard, ouvre un studio photographique à Cayenne en Guyane et édite des cartes postales[2].
- Création à Londres du British Institute of Professional Photography (BIPP), organisation professionnelle britannique de photographes.
- La revue Camera obscura, créée en 1899 à Amsterdam par l’Union internationale de photographie, cesse de paraître[3].

## Photographies notables

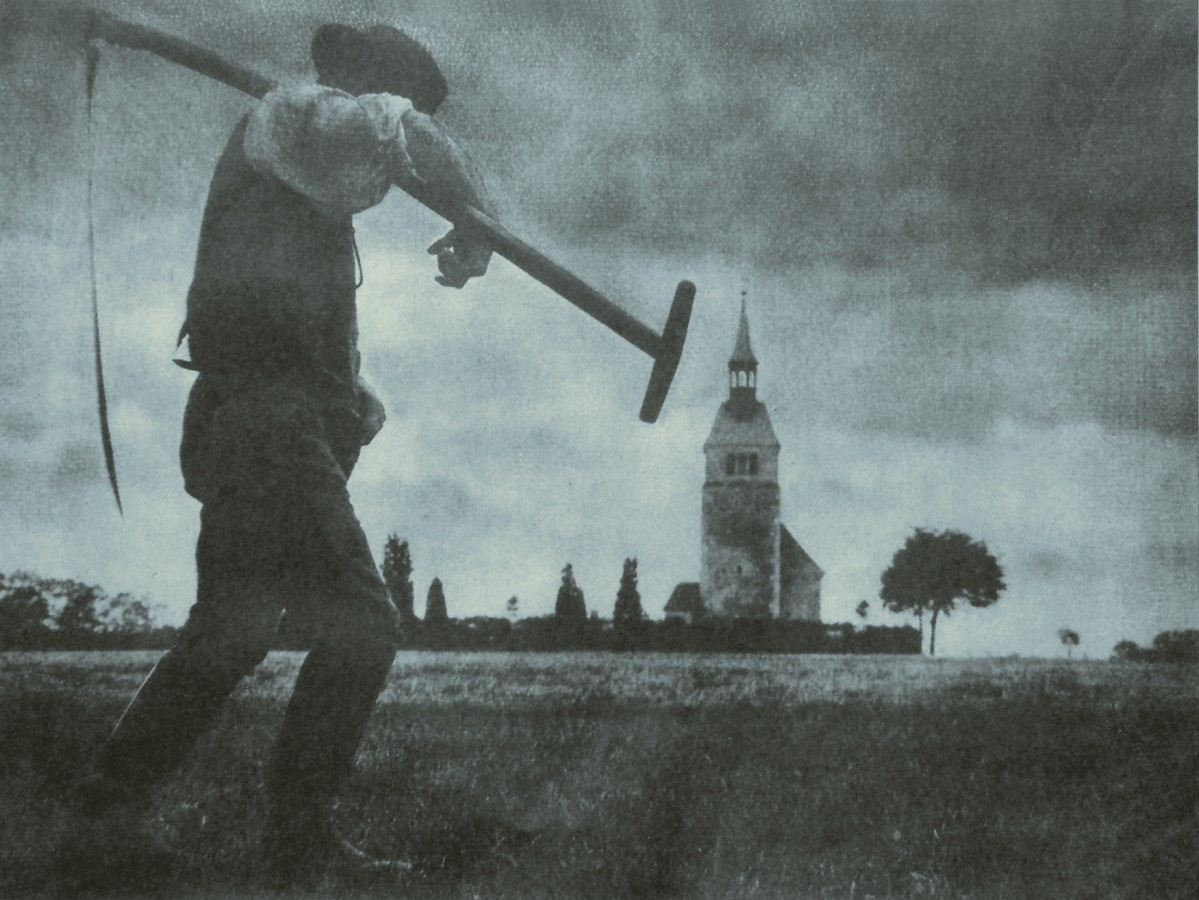
Nicola Perscheid, Der Schnitter

- Nicola Perscheid, Der Schnitter [Le faucheur], photographie en gomme bichromatée bleu-noir de dimensions, 43,1 × 56 cm, publiée dans la revue Photographisches Centralblatt.

- L'astronome américain George Willis Ritchey photographie la nébuleuse d'Orion[4].

## Livres illustrés de photographies
- Hugues Rebell, La Brocanteuse d'amours. Illustré par la photographie d'après nature, Paris, P. Lamm (coll. « Excelsior »), 231 p.

## Films sur la photographie
- Photographing the Audience[5], film américain muet en noir et blanc produit par Lubin Manufacturing Company, sorti aux États-Unis le 30 mars 1901.

## Expositions
- 24 janvier - 13 février : Exposition des artistes américaines, Photo-club, Paris[6],[7].
- 22 février - mars : Œuvres de Fred Holland Day et de la nouvelle école américaine organisée par le Photo-club, Paris ; elle présente les oeuvres de 35 photographes américains dont Frank Eugene, Gertrude Käsebier, Edward Steichen, Clarence White et Fred Holland Day[8].

## Prix et récompenses
- Médaille du progrès de la Royal Photographic Society : Richard Leach Maddox.

## Naissances
- 1er avril : Jan Lauschmann, photographe et chimiste tchécoslovaque, lié au mouvement artistique de la Nouvelle objectivité (Neue Sachlichkeit), mort le 1er janvier 1991.
- 28 avril : Werner Mantz, photographe allemand, actif aux Pays-bas à partir de 1938, connu principalement comme photographe d'architecture, mort le 12 mai 1983.
- 7 juin : Pierre Ichac, photographe, cinéaste, grand reporter, explorateur et ethnologue français, mort le 20 août 1978.
- 10 juillet : Hélène Roger-Viollet, journaliste française, fondatrice de l'agence Roger-Viollet, morte le 27 janvier 1985.
- 14 août : Paul Senn, photographe suisse, mort le 25 avril 1953.
- 14 septembre : Lucien Aigner, photographe et photojournaliste hongrois, mort le 29 mars 1999.
- 17 septembre : Edith Weyde (de), chimiste allemande, inventeur du premier procédé de photocopie moderne à succès "Copyrapid" d'Agfa lancé en 1949, lauréate en 1963 du Prix culturel de la Société allemande de photographie, morte le 10 février 1989.

- 29 octobre : Meta Erna Niemeyer, connue sous le nom de Ré Soupault, photographe, styliste et traductrice française d'origine allemande, morte le 12 mars 1996.

- 6 novembre : Eliot Porter, photographe américain, pionnier de la photographie couleur, connu pour ses photographies de paysage et de la nature, notamment d'oiseaux, mort le 2 novembre 1990.
- 10 novembre : Lisette Model, photographe documentaire américaine, morte le 30 mars 1983.
- 6 décembre : Jacqueline Rau, photographe française, morte le 26 juin 1994.
- 12 décembre : Ihei Kimura, photographe japonais, mort le 30 mai 1974
- 17 décembre : Wilhelm Castelli, photographe allemand spécialiste d'art et d'architecture, mort le 29 mai 1984.
- 30 décembre : Thérèse Rivière, ethnologue et photographe française, morte le 21 novembre 1970.
- Date précise inconnue ou non renseignée :
  - Shōtarō Adachi, photographe japonais, mort en 1995.
  - Otto Kropf, photographe allemand, correspondant de guerre affecté à la Propagandakompanie en Belgique en 1940-1945, mort en 1970.

## Décès
- janvier : Warren Thompson, photographe daguerréotypiste et inventeur américain, actif à Paris et à Londres, né le 17 décembre 1814.
- 21 février : Henry Peach Robinson, peintre et photographe pictorialiste anglais, auteur de plusieurs ouvrages théoriques consacrés à la photographie, né le 9 juillet 1830.
- 8 avril : Wilhelm Höffert, photographe allemand, né le 25 octobre 1832.
- 7 août : Josiah Johnson Hawes, photographe américain, fondateur avec Albert Southworth du studio Southworth & Hawes à Boston, né le 20 février 1808.
- 6 décembre : Bertha Beckmann, photographe allemande, née le 25 janvier 1815.
- Date précise inconnue ou non renseignée :
  - Édouard Buguet, photographe français, né en 1840.
  - Amund Larsen Gulden, photographe norvégien, né le 8 avril 1823.
  - George Shadbolt, botaniste, écrivain et photographe britannique, un ses pionniers de la macrophotographie, né en 1817.

## Célébrations
Centenaire de naissance
- Hippolyte Bayard
- André Giroux
- Ōno Benkichi
- Richard Beard
- Brita Sofía Hesselius
- Mungo Ponton
- Jean-Baptiste Sabatier-Blot